# آلکس کید در دنیای شگفت‌انگیز
آلکس کید در دنیای شگفت‌انگیز (به انگلیسی: Alex Kidd in Miracle World) (به ژاپنی: アレックスキッドのミラクルワールド) یک بازی رایانه‌ای دوبعدی برای دستگاه سگا مستر سیستم ۸ بیت است. این بازی نخستین قسمت سری آلکس کید است و در یکم نوامبر ۱۹۸۶ در ژاپن به بازار عرضه شد.

## گیم‌پلی
این بازی ۱۶ مرحله دارد و آلکس در آن‌ها با غول‌های زیادی روبرو می‌شود. آلکس پیش از رویارویی با جانکن بزرگ، باید ۳ نفر از افراد او (سنگ، کاغذ و قیچی) را شکست دهد. توانایی اصلی آلکس مشت‌زدن است. او با مشت‌زدن می‌تواند دشمنان را از بین ببرد، سنگ‌ها را برای بازشدن راه خرد کند و پول به دست بیاورد. گذشتن یا مشت‌زدن به سنگ‌های اسکلت‌نشان، باعث می‌شود که یک روح خبیث از آن خارج شود و برای کشتن آلکس به او حمله کند. او می‌تواند با پولی در مراحل به دست می‌آورد، در ابتدای مرحله بعدی از فروشگاه موتورسیکلت یا بالگرد بخرد. پس از پایان برخی مراحل آلکس باید با غولآخر رودررو شود و با او سنگ، کاغذ، قیچی بازی کند. اگر او دو بار بازنده شود، یک جانش می‌سوزد.

نمایی از مرحله اول بازی

از آن‌جا که این بازی با دستگاه سگا مستر سیستم انجام می‌شود، نمی‌توان آن را ذخیره کرد و پس از تمام شدن جان‌های آلکس بازی تمام می‌شود. اگر در هنگامی که «پیام بازی تمام شد» ظاهر می‌شود، بازیکن هشت بار کلید ۲ را بفشارد، می‌تواند با ۳ جان از همان مرحله بازی را ادامه دهد. اما انجام این کار ۴۰۰ بام (واحد پول بازی) خرج دارد.

## معادل‌های انگلیسی
1. ↑  Janken the Great
2. ↑  Game Over
3. ↑  Baum